# Laugardalshöll
Laugardalshöll (również Laugardalshöllin; Íþróttahöllin í Laugardal, Hala Sportowa Laugardal) – hala koncertowo-sportowa znajdująca się w Reykjavíku (w dzielnicy Laugardalur) na Islandii. 
Jest gospodarzem różnych wydarzeń sportowych, takich jak piłka ręczna, koszykówka, siatkówka oraz lekkoatletyka. Jest to największa sala koncertowa na Islandii, może pomieścić do 11 000 osób.
W 2017 roku ÍBR Congress zgodził się na rozpoczęcie studium wykonalności budowy nowej wielofunkcyjnej hali sportowej, ale ostatecznie zgoda została wycofana ze względu na koszty. Zwrócono uwagę, że Laugardalshöllin nie spełnia współczesnych standardów sportowych i jest w rzeczywistości przestarzały dla międzynarodowych zawodów piłki ręcznej i koszykówki, ale rozgrywane są na hali ze względu na odstępstwo od międzynarodowych federacji. W styczniu 2020 Lilja Dögg Alfreðsdóttir, minister edukacji, nauki i kultury, powołała grupę roboczą, która ma przedstawić propozycje dotyczące nowej narodowej hali sportowej. 